# スタート・ダ・マール

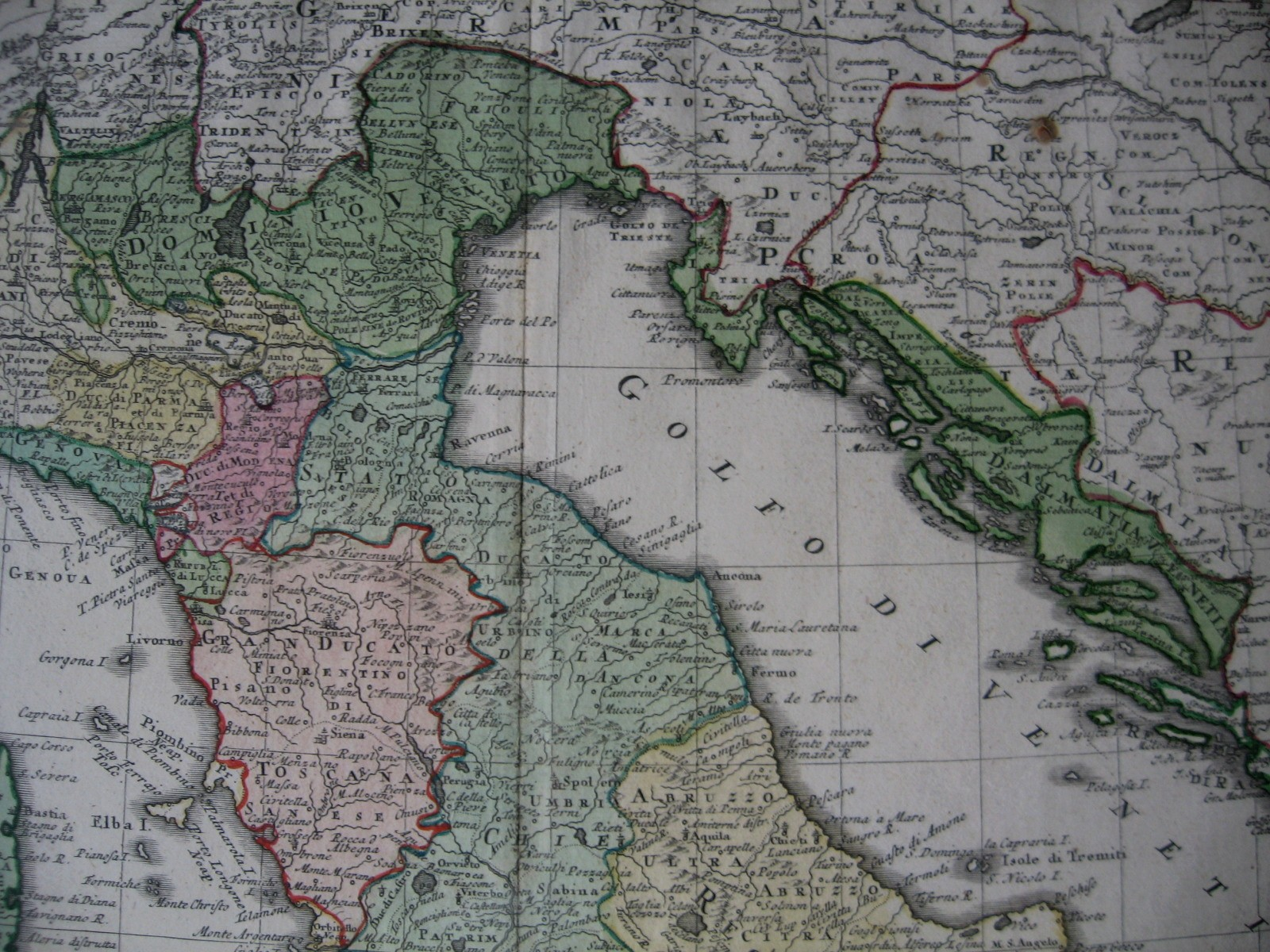
Old map of the Republic of Venice and its possessions in Istria and Dalmatia (18th century)

スタート・ダ・マール (ヴェネト語: Stato da Màr イタリア語: Stato da Mar 「海の州」の意) またはドミニ・ダ・マール (イタリア語: Domini da Mar 「海の領土」の意) は、ヴェネツィア共和国の領土のうち、ヴェネツィアと周辺の潟（ドガード）およびイタリア半島の「本土」（ドミニ・ディ・テッラフェールマ）を除く海外領土を指す。具体的には、イストリア、ダルマティア、アルバニア、ネグロポンテ、モレア (いわゆる「モレア王国」)、エーゲ海諸島、ナクソス公国、クレタ島 (いわゆる「カンディア王国」)、キプロスが挙げられる。

## 歴史
ヴェネツィアの海上帝国への歩みは1000年ごろのダルマティア征服に始まり、1204年の第4回十字軍とビザンツ帝国の分割により形式的には最大版図に達した。ただ、このときにヴェネツィアが獲得したと主張した土地のほとんどはビザンツ帝国の後継国（エピロス専制公国、ニカイア帝国、トレビゾンド帝国）の支配下にあり、その他の取り分も1261年のニカイア帝国によるコンスタンティノープル奪回に伴い喪失した。
しかし14世紀後半にキオッジャ戦争でジェノヴァ共和国を下したヴェネツィアは、再び急速にその勢力を拡大していった。1386年にコルフ島、1388年にアルゴス・ナウプリア(アルゴスの実効支配は1394年以降)、1391年にエーゲ海のティノス島とミコノス島、1392年にアルバニア沿岸のドゥラッジョとアレッシオ、1396年にスクタリ、1397年にドリヴァストを獲得した。1402年、アンカラの戦いで東のオスマン帝国が壊滅的な打撃を受け、西ではミラノ公ジャン・ガレアッツォ・ヴィスコンティが死去して北イタリアに政治的空白が生まれた。ヴェネツィアはこの機を逃さず、海外領土も本土も大幅に拡張していった。1403年のガリポリ条約でバルカン半島南部における商業的な足掛かりをつかむと、1407年にレパント、1408年にパトラス、1410年にナヴァリノ、1423年にテッサロニカを獲得していった。
ダルマティアについては、キオッジャ戦争後の1381年のトリノ条約により、いったんはハンガリー王国への割譲を余儀なくされていた。しかし上述のオスマン帝国の混乱に加え、ハンガリーでもナポリ王ラディズラーオ1世とルクセンブルク家のジギスムントによる王位継承紛争が勃発しており、1409年にヴェネツィアは10万ドゥカートの資金援助と引き換えにラディズラーオ1世からザラ、ツレス島、オッセロ、アルベ島、パグ島、ラウラーナ、ノヴィグラード、その他ダルマティア全土を獲得した。1420年にはフリウーリの併合にも成功した。
何世紀もわたって、ヴェネツィア共和国のスタート・ダ・マールは、バルカン半島のアドリア海沿岸を中心に維持された。17世紀や18世紀の地図には、アドリア海に「ヴェネツィアの海」(Mare di Venezia)というあだ名が書きこまれていた。
しかしオスマン帝国がバルカン半島全域にわたって勢力を拡大していくにつれ、スタート・ダ・マールは失われていった。1797年にヴェネツィアがナポレオン・ボナパルトに征服され滅亡したとき、残っていたスタート・ダ・マールはイストリア、ダルマティア、イオニア諸島のみだった。

## スタート・ダ・マールの一覧
- ヴェネツィア領イストリア：イストリア半島周辺、現クロアチア
- ヴェネツィア領ダルマティア：ダルマティアおよび一部の後背地、現クロアチア
- ヴェネツィア領アルバニア：コトル湾と小規模な後背地、現モンテネグロ
- ヴェネツィア領イオニア諸島、ヴェネツィア領クレタ、その他エーゲ海諸島・諸領：現ギリシャ
- ヴェネツィア領キプロス：旧キプロス王国、現キプロス